# Хома Іван («Богдан»)
Хома Іван (псевдо: «Богдан», «Ігор», «Кардаш», «Орест», «415»; 21 грудня 1920, с. Мавковичі, Городоцький район, Львівська область — 27 червня 1975, Нью-Йорк, штат Нью-Йорк, США) — двічі лицар Золотого хреста бойової заслуги 1 класу.

## Життєпис
Народився у сім'ї селян-ремісників. Освіта — неповна середня. Член Юнацтва ОУН із 1938 р., ОУН — з 1940 р. У 1940—1941 рр. перебував на нелегальному становищі.
В роки німецької окупації за дорученням ОУН працював в українській допоміжній поліції у Львові та околиці (1941—1944). У підпіллі з квітня 1944 р. Співробітник організаційно-мобілізаційної референтури Самбірського окружного проводу ОУН (1944), референт СБ Самбірського районного проводу ОУН (02.1945-1948). Влітку 1948 року закінчив курси СБ. Референт СБ Турківського надрайонного проводу ОУН (08.-09.1949). Заступник керівника кур'єрської групи Проводу ОУН в Україні, яка восени 1949 р. доставила підпільну пошту за кордон до ЗП УГВР. Керівник кур'єрської групи ЗП УГВР, яка 31.05.1950 р. десантувалася в Україні з американського літака, успішно доставивши пошту до Проводу ОУН.
У серпні 1950 р. вдруге вирушає з поштою на захід і в жовтні того ж року успішно доставляє її до ЗП УГВР. Втретє готувався до десантування в Україні, навчаючись в американській розвідувальній школі в Західній Німеччині (05.1951-03.1952), звідки відрахований через конфлікт з керівництвом ЗП УГВР. Відтак перебував на еміграції в Західній Німеччині, а з 1954 р. — у США.
Член ОКВ УПА США і Канади, голова Станиці Вояків УПА у Нью-Йорку, голова контрольної комісії ГУ ОКВ УПА, заступник Голови, Голова ОКВ УПА (09.1970-1972), заступник Голови ВК «Літопису УПА» (1973-06.1975). Поручник СБ (?); двічі відзначений Золотим хрестом бойової заслуги 1-го класу (20.07.1950, 20.10.1951). 26.11.2017 р. від імені Координаційної ради з вшанування пам'яті нагороджених Лицарів ОУН і УПА у м. Городок Львівської області нагороди передані на зберігання в Городоцький історико-краєзнавчий музей.

## Нагороди
- Згідно з Постановою УГВР від 20.07.1950 р. і Наказом Головного військового штабу УПА ч. 1/50 від 28.07.1950 р. кур'єр Проводу ОУН в Україні Іван Хома — «Богдан» нагороджений Золотим хрестом бойової заслуги УПА 1 класу.
- Згідно з Постановою УГВР від 20.10.1951 р. і Наказом Головного військового штабу УПА ч. 2/51 від 20.10.1951 р. кур'єр Закордонного представництва УГВР Іван Хома — «Богдан» вдруге нагороджений Золотим хрестом бойової заслуги УПА 1 класу.

## Вшанування пам'яті
- 26.11.2017 р. від імені Координаційної ради з вшанування пам'яті нагороджених Лицарів ОУН і УПА у м. Городок Львівської обл. Золоті хрести бойової заслуги УПА 1 класу (№ 012 та № 013) передані на зберігання в Городоцький історико-краєзнавчий музей.